# Poul-Erik Svendsen
Poul-Erik Svendsen (født 1950) har været 1. næstformand i Region Syddanmark for Socialdemokratiet siden 2005. Han er næstformand i forretningsudvalget samt formmand i Sundhedsudvalget. Han var tidligere byrådsmedlem i Aarup Kommune og blev i 1994 valgt som amtsrådsmedlem i Fyns Amt.
Poul-Erik Svendsen uddannet på Tønder Seminarium, og arbejder som  skoleleder i Aarup.
Poul-Erik Svendsen har været formand for Patienterstatningens bestyrelse siden 2010.
Privat er Poul-Erik Svendsen bosat i Aarup, er gift og har tre børn.